# 가미놋포로역
가미놋포로역(일본어: 上野幌駅)은 일본 홋카이도 삿포로시 아쓰베쓰구에 위치한 홋카이도 여객철도 지토세 선의 철도역이다. 역 번호는 H06이며, 단선 · 섬식의 형태를 합친 2면 3선 구조의 복합 승강장을 갖춘 지상역이다.

## 타는 곳
| 1 | ■ 지토세 선 | 상행 (본선)   | 기타히로시마 · 지토세 · 신치토세쿠코 · 도마코마이 방면 |
| 2 | ■ 지토세 선 | 상행 (대피선) | 상행 (대피선)                                          |
| 3 | ■ 지토세 선 | 하행 (본선)   | 삿포로 · 데이네 · 오타루 방면                          |

## 이용 현황
| 연도     | 1일 평균 |
| 2012년도 | 5,446    |
| -------- | -------- |

## 역 주변
- 국도 제274호선

## 인접 역
| 홋카이도 여객철도 ■ 치토세 선     | 홋카이도 여객철도 ■ 치토세 선 | 홋카이도 여객철도 ■ 치토세 선    |
| --------------------------------- | ----------------------------- | -------------------------------- |
| H05 신삿포로 삿포로 · 오타루 방면 | ● 보통                        | H07 기타히로시마 도마코마이 방면 |